# Полемология
Полемология (др.-греч. πολέμιος — «война, ссора, распря» + λόγος — «слово, учение») — одно из направлений в социологии, которое занимается исследованием войн, вооружённых конфликтов и военного насилия вообще. Как полагают сами полемологи, их деятельность призвана способствовать выявлению скрытых источников коллективной агрессивности и нейтрализовывать опасные конъюнктурные риски воздействуя на общественные структуры, ответственные за порождение войн.

## Возникновение
Считается, что полемология сформировалась после окончания Второй мировой войны в попытках осмысления причин зарождения вооружённых конфликтов и способов их устранения. Начальный импульс к развитию полемологические исследования получили в работах французского социолога Г. Бутуля (1896—1980), который и стал автором названия. Впоследствии им был создан Французский институт полемологии; через некоторое время аналогичные исследовательские центры возникли в Бельгии, Нидерландах, Испании и Италии.
Несмотря на то, что первое полемологическое исследование (работа Г. Бутуля под названием «Войны — элементы полемологии») было опубликовано в 1951 году, сохранились сведения о том, что румынский учёный Д. Густь предлагал создать «социологию войны» ещё в 1915 году. Немного позже, в 1926 году советский маршал М. Н. Тухачевский выдвинул идею создания некоей общей науки о войне с названием «полемостратегия». В 1935 году, находясь в эмиграции во Франции, русский генерал Н. Н. Головин пытался обосновать потребность в новой «социологии войны» выступая на международном социологическом конгрессе.

## Научная проблематика
По мнению Г. Бутуля в фундаменте полемологии лежит динамическая социология, то есть тот раздел социологии, который изучает изменения общественных форм и факторы, которые эти изменения определяют.
Опираясь на лозунг «хочешь мира — познай войну», полемологические исследования ставят своей задачей междисциплинарное и комплексное изучение всех аспектов и форм коллективной агрессивности, которая, по мнению учёных-полемологов, имманентно присуща человечеству (вне зависимости от исторического этапа), поскольку несёт на себе отпечаток животной сущности отдельных людей. В этих научных изысканиях рассматриваются экономические, психологические, социологические, биологические, технологические, демографические и многие другие факторы, которые обуславливают зарождение, развитие и протекание войн и вооружённых столкновений. Однако, с точки зрения полемологов вся совокупность этих причин не может объяснить природу войны без учёта иррациональности человеческих страстей. Проводя чёткую линию между структурными (демографическими или экономическими), конъюнктурными (политическими) и случайными причинами конфликтов полемологи уделяют много внимания биосоциальным и психосоциальным концепциям человеческой конфликтности, которая проявляется в индивидуальном и коллективном насилии. Тем не менее, полемология стремится дистанцироваться от политического и юридического рассмотрения войны, что естественным образом вычёркивает из её области интересов текущие вооружённые конфликты. Декларируя, что «политика — враг социологии», полемологические исследования концентрируют своё внимание на историческом подходе.

## Война с точки зрения полемологии
С точки зрения полемологии война является наиболее энергичной и эффективной формой контакта цивилизаций, она играет роль главного фактора в диалогах и взаимопроникновениях различных культур в историческом аспекте социальных изменений. Взяв в качестве опоры положение Эмиля Дюркгейма о том, что социология — это «осмысленная определённым образом история», полемология считает, что именно война стала порождающей причиной истории, которая представляет из себя не более, чем летопись вооружённых конфликтов.
Рассматривая войну как острое социальное заболевание общества исследователи-полемологи ставят своей целью отыскание научно обоснованных методов установления мира и обеспечения безопасности на международной арене. С этой стороны полемология тесно переплетается с проблематикой паксологии.